# Polycerinae
Polycerinae zijn een onderfamilie van weekdieren uit de klasse van de Gastropoda (slakken).

## Geslachten
- Greilada Bergh, 1894
- Gymnodoris Stimpson, 1855
  - = Analogium Risbec, 1928
  - = Rhodigina Bergh, 1877
  - = Trevelyana Kelaart, 1858
- Lamellana Lin, 1992
- Lecithophorus Macnae, 1958
- Palio Gray, 1857
  - = Folietta F. Nordsieck, 1972
  - = Triopa Johnston, 1838
- Paliolla Burn, 1958
  - = Esuriospinax Ortea, 1989
- Polycera Cuvier, 1816
  - = Galacera Risso-Dominguez, 1960
  - = Polyceras Locard, 1886
- Polycerella A. E. Verrill, 1880
- Thecacera J. Fleming, 1828
  - = Ohola Bergh, 1884